# ملیا کرایلینگ
مِـلیا کرایلینگ (انگلیسی: Melia Kreiling؛ زادهٔ) هنرپیشه یونانی-آمریکایی و زادهٔ کشور سوئیس است.
پدر او آمریکایی و مادرش یونانی است. ملیا در شهر ژنو متولد شد و در آتن رشدونمو یافت و بعدها به انگلستان رفت و در «دانشگاه وینچستر»، «مدرسهٔ هنرهای دراماتیک لندن» و «مدرسهٔ رقص معاصر نورثرن» تحصیل کرد. وی هم‌اکنون ساکنِ شهر لندن است.
از فیلم‌ها یا مجموعه‌های تلویزیونی که وی در آن‌ها نقش داشته است می‌توان به نگهبانان کهکشان و بازیگران ذهن اشاره نمود.